# Ясновидение (книга)
«Яснови́дение» (англ. Clairvoyance) — книга теософа Чарлза Ледбитера (1854—1934); впервые опубликованная в 1899 году в Лондоне; «исследование» не признаваемой наукой способности некоторых людей видеть то, что для обычного зрения является невидимым. Предназначалась, в первую очередь, для читателей, убеждённых в существовании ясновидения и знакомых с теософской терминологией. Ледбитер утверждал, что «способность видеть то, что скрыто от обычного физического зрения», является расширением нормального восприятия, и описывал широкий круг явлений: преднамеренное и непреднамеренное ясновидение, способность «видеть» прошлое, будущее и другие феномены.

## Содержание книги
1. Определение ясновидения.
2. Полное простое ясновидение.
3. Частичное простое ясновидение.
4. Намеренное ясновидение в пространстве.
5. Полунамеренное ясновидение в пространстве.
6. Ненамеренное ясновидение в пространстве.
7. Ясновидение во времени: прошлое.
8. Ясновидение во времени: будущее.
9. Способы развития ясновидения.[8][9]

## О способах развития
Ледбитер писал о достижении контроля над мышлением и о необходимости умения «сосредоточивать свою мысль»:

Пусть человек наметит себе каждый день определённое время, когда он может рассчитывать, что его оставят в покое, и никто его не потревожит, — и настроит себя на это время так, чтобы ум его в течение нескольких минут был совершенно свободен от всех земных мыслей какого бы то ни было рода, и когда этого удастся достигнуть, пусть он направит всю силу своего существа на высочайший духовный идеал, какой он знает. Он увидит, что достигнуть такого полного контроля над своими мыслями несравненно труднее, чем он предполагает. Но если он этого достигнет, это будет во всех отношениях в высшей степени благотворно для него и по мере того, как он будет всё более и более возвышать и сосредоточивать свою мысль, он постепенно увидит, что новые миры начнут раскрываться перед ним.

Радхакришнан писал, что человек, приверженный таким принципам йоги, как развитие способности сосредоточиваться, подчинять себе «капризы ума», фиксировать своё внимание на внутренних источниках силы — может управлять своей «душой» так же, как атлет управляет своим телом. Посредством переделки психической организации йога позволит ему достигнуть «более высокой ступени сознания», находящейся за пределами, установленными для обычного человека. Высшие способности, благодаря которым йогин «может видеть и слышать на расстоянии, появляются как результат сосредоточенности».
Согласно буддийской философии, такая «чудесная способность», как «божественное видение», достигается посредством медитации и «мудрости».
В период с 1884 по 1888 год Ледбитер прошёл курс медитативной практики, которая «пробудила в нём ясновидение». В своих воспоминаниях об Адьяре Ледбитер рассказал, что однажды махатма Кут Хуми предложил ему перейти к определённому типу медитации, связанному с «развитием таинственной силы, именуемой кундалини». После этого он «планомерно и, даже можно сказать, интенсивно» стал работать над этим видом медитации:

Я работал над этим сорок два дня, и мне казалось, что я был уже на пороге окончательной победы, когда сам Учитель вмешался и произвёл окончательный прорыв, который завершил процесс, тем позволив мне пользоваться астральным зрением, в то же время сохраняя полное сознание в физическом теле.

## Видение через мыслеформу
Автор утверждает, что если человек будет «энергично думать» о себе, как о находящемся в каком-либо отдалённом месте, то он создаст мыслеформу, копирующую его самого, и она появится в данном месте. «Сознание думающего» не будет заключено в этой мыслеформе, то есть она будет «совершенно отдельной вещью», однако связанной со своим «творцом». Он пишет далее, что этот тип ясновидения состоит в способности управлять созданной мыслеформой, поддерживать с нею связь и получать с её помощью зрительную информацию. Впечатления, произведённые на форму, будут передаваться её создателю с помощью «симпатических вибраций». В идеальном же случае ясновидящий «как бы отсылает часть своего сознания» в виде мыслеформы и пользуется ею, наподобие «аванпоста», с которого можно вести наблюдение. Он видит почти так же хорошо, как мог бы видеть, если бы сам находился на месте своей мыслеформы. При этом он может, если нужно, менять точку своего наблюдения.

## Возможное применение
Говоря о возможном применении «ясновидения во времени», Ледбитер заметил, что перед историком, в совершенстве владеющим «этой способностью», открываются «блестящие перспективы»:

Перед ним захватывающе интересное поле для исторических исследований. Он не только может, если захочет, пересмотреть всю историю, с которой мы знакомы, поправляя при этом расследовании многие ошибки и неправильные идеи, которые вкрались в дошедшие до нас описания событий; он может также, по желанию, проследить всю историю с самого её начала.
По утверждению Ледбитера (в главе о «полном простом» ясновидении), оккультист-ясновидец может «видеть» мельчайшие частицы вещества, например, молекулу или атом, «увеличивая» их «как бы с помощью микроскопа». Способность к такому «увеличению» входила в перечень сил (сиддхи) великих йогов: считалось, что они могут видеть очень маленькие объекты.

## Критика
Ч. Ледбитер написал книгу, основанную на псевдонаучной концепции экстрасенсорного восприятия. Священник Д. Дружинин (Московский патриархат) писал, что «бредовые психометрические видения» и прочие проявления психо-соматических расстройств позволяют определённо квалифицировать раскрытие чакр и пробуждение кундалини как развитие «страшной по своей вредоносности психической болезни». И далее: «Исследуя теософию, мы догадывались уже многократно: кто же ещё мог создать столь путаную, противоречивую, фантазёрскую доктрину и психически патологичную практику? Только душевнобольные!»

## Переиздания и переводы
Книга неоднократно переиздавалась, в основном, на европейских языках.
На русский язык была переведена М. Станюкович. Этот перевод публиковался в № 1—11 журнала «Вестник теософии» за 1913 г. Отдельным изданием он вышел в Санкт-Петербурге в 1914 г.

## Интересные факты
- Американская писательница Карен Браун использовала в качестве эпиграфа для своего романа «The Clairvoyants» цитату из книги Ледбитера:

«И он найдёт, что их можно разделить на два больших класса: на тех, коих мы называем живыми, и на тех, бесконечно более живых, коих мы так безрассудно и ошибочно называем мёртвыми».

## Комментарии
1. ↑  При создании Теософского общества «исследование неизвестных законов природы и скрытых способностей человека» было провозглашено его третьей главной задачей.[6]
2. ↑  «Идея ясновидения, способности видеть вещи, которые скрыты от обычного зрения, но являются основой для понимания реальности, — это ключ к доктрине и теософскому стилю Ледбитера».[7]
3. ↑  Cit. Clairvoyance, 1903, pp. 167-8.[10]
4. ↑  «He [Leadbeater] suggests that if the aspirant should concentrate on living the pure and unselfish life and practice meditation, then possibly some form of psychic power may emerge spontaneously with little risk».[9]
5. ↑  См. также: Тайная доктрина#Свидетельство автора
6. ↑  «Leadbeater and later Esotericists up to and including New Age writers have reinterpreted kundalini as simply a form of energy»[16].
7. ↑  Cit. Leadbeater C. W. How Theosophy Came to Me, 1930, p. 133.[18]
8. ↑  «Пробуждение кундалини вызывает сильный жар, а её продвижение по чакрам проявляется в том, что нижняя часть тела становится оцепеневшей и холодной, как у трупа, тогда как те места, через которые проходит кундалини, сильно разогреваются».[19]
9. ↑  Хаммер писал, что «в наиболее авторитетной интерпретации» чакры были представлены западной аудитории теософами, в первую очередь, Ч. Ледбитером[20].
10. ↑  См. Clairvoyance, 1899, p. 60–61.[21]
11. ↑  «Посредством сосредоточения на трёхкратных модификациях мы достигаем способности узнавать прошлое, настоящее и будущее».[12]
12. ↑  См. также: Человек: откуда, как и куда#Прошлые жизни
13. ↑  Cit. Clairvoyance, 1903, p. 117.[22]
14. ↑  Во второй части книги «Человек: откуда, как и куда» (главы XXII—XXVII) Ледбитер предпринял попытку использовать свои способности для исследования будущего. См. «Человек: куда».
15. ↑  «Leadbeater had first used his psychic powers in delving in to the atom at the request of Mr. Sinnett, and thus discovered that he possessed "ultramicroscopic" vision».[24]
16. ↑  «61 editions published between 1899 and 2013 in 10 languages and held by 195 WorldCat member libraries worldwide».[28]
17. ↑  Cit. Clairvoyance, 1899, p. 41.[30]